# 김사열
김사열(金思悅, 1956년 10월 29일~)은 경북 의성에서 태어난 경북대학교 자연과학대학 생명과학부 생명공학 소속 교수(2011년 이후 명예교수)이자 교육인이다. 2014년 경북대 총장 임용 추천 선거에서 2번이나 추천 1순위로 지목되었으나, 교육부의 임용 제청 거부로 인하여 피해를 보았다. 2020년 3월 국가균형발전위원회 위원장(2020년 3월 9일~2022년 8월 31일)에 위촉되었고, 2021년 8월 15일 2년 임기로 재위촉되었다.

## 생애
김사열은 계성고등학교를 졸업하고, 경북대학교 사범대학 생물교육학과로 1976년에 입학하여, 학생 운동을 하다가 옥고를 치른 후 풀려났다. 그후 1980년 생물교육학 학사(당시 이학사)를 받고, 경북대학교 자연과학대학 생물학과 석사로 입학해 1985년 졸업하고 덴마크로 건너가 1993년 코펜하겐 대학교 분자생물학전공에 박사학위를 받았다. 이후 일리노이 대학에 박사 후 연구원 과정을 마친 후 1996년 한국으로 돌아왔으며, 한국생명공학연구원에 객원선임연구원으로 있다가 2000년 경북대 자연과학대학의 교수로 임용되었다.
그는 2014년 3월부터 경북대학교 총장 임용 추천 선거에서 2번이나 추천 1순위로 지목되었으나, 교육부의 임용제청이 이루어지지 않아 소송을 진행하였고 1심은 승소하였다. 이후 제7회 전국동시지방선거에 대구교육감 후보로 나섰지만, 불과 2.7% 차이로 낙선하였다. 하지만, 2020년 3월, 제3대 국가균형발전위원회 위원장으로 위촉(임명)됨으로써 정부 요직에 첫발을 내디뎠다. 그 이후, 2021년 대통령 직속 균형위원회는 2021년 8월 15일 문재인 대통령이 임기가 종료되는 기점으로 2년 임기로 재위촉한다고 밝혔다.

### 오해
때때로 그는 종북주의자로 평가받고 있으나, 인터뷰 신문 기사를 통해 알려진 정보로는 그의 정치 성향은 자유주의자이며, 유대관계에 있는 인물들의 정치 성향도 매우 다양하다. 그는 개인의 정치적인 성향에 다양성을 인정하고 존중하고 있는 것으로 사료된다.

## 같이 보기
- 경북대학교 총장 목록
- 경북대 총장 공석사태

## 역대 선거 결과
| 실시년도 | 선거      | 대수 | 직책   | 선거구     | 정당   | 득표수    | 득표율          | 순위 | 당락 | 비고     |
| -------- | --------- | ---- | ------ | ---------- | ------ | --------- | --------------- | ---- | ---- | -------- |
| 2018년   | 지방 선거 | 8대  | 교육감 | 대구광역시 | 무소속 | 434,235표 | \| \| 38.09% \| | 2위  | 낙선 | 민선 7기 |
|          | 38.09%    |      |        |            |        |           |                 |      |      |          |